# Örebro konserthus

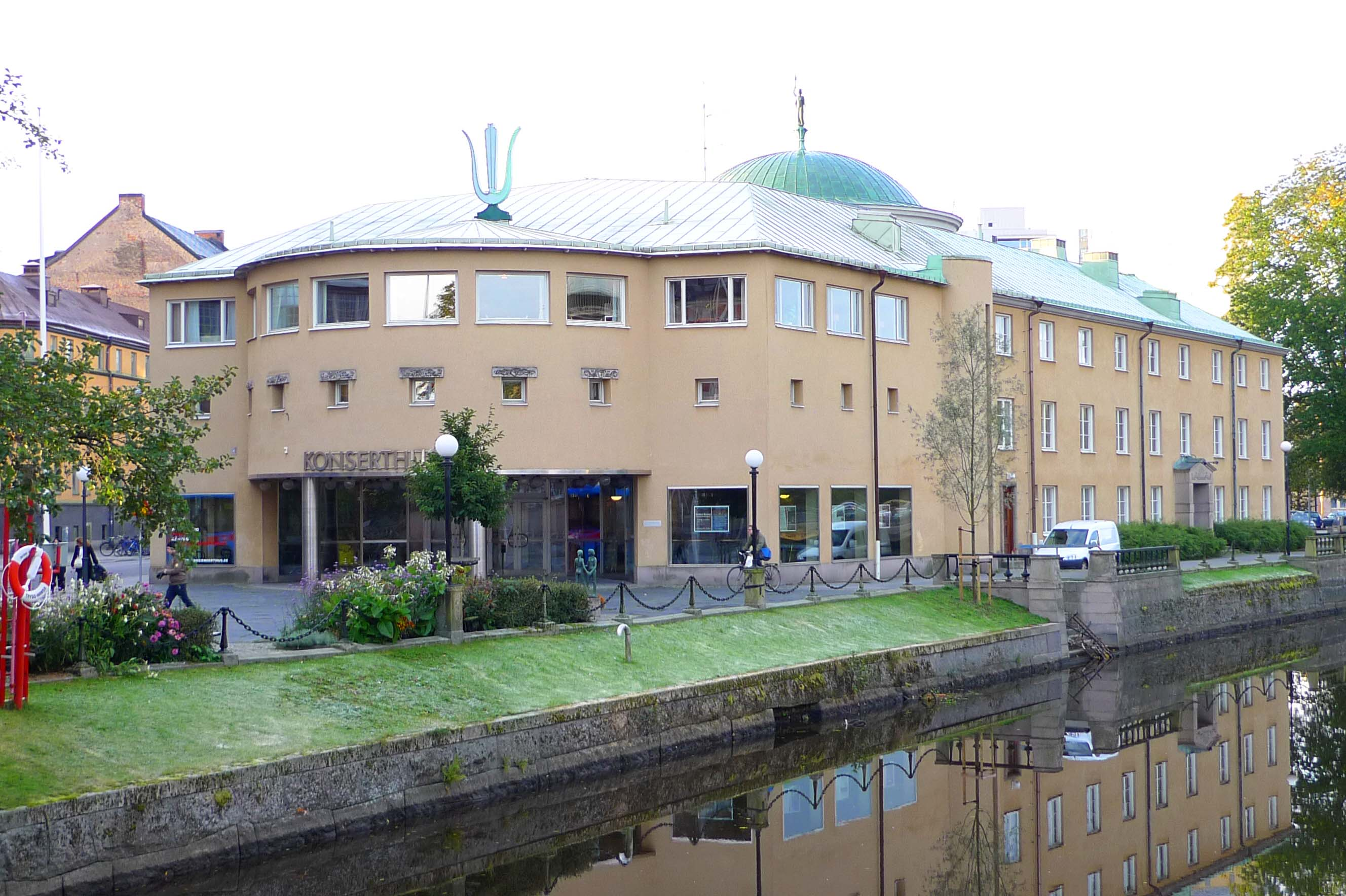
Konserthuset som det såg ut under åren 1986-2014.

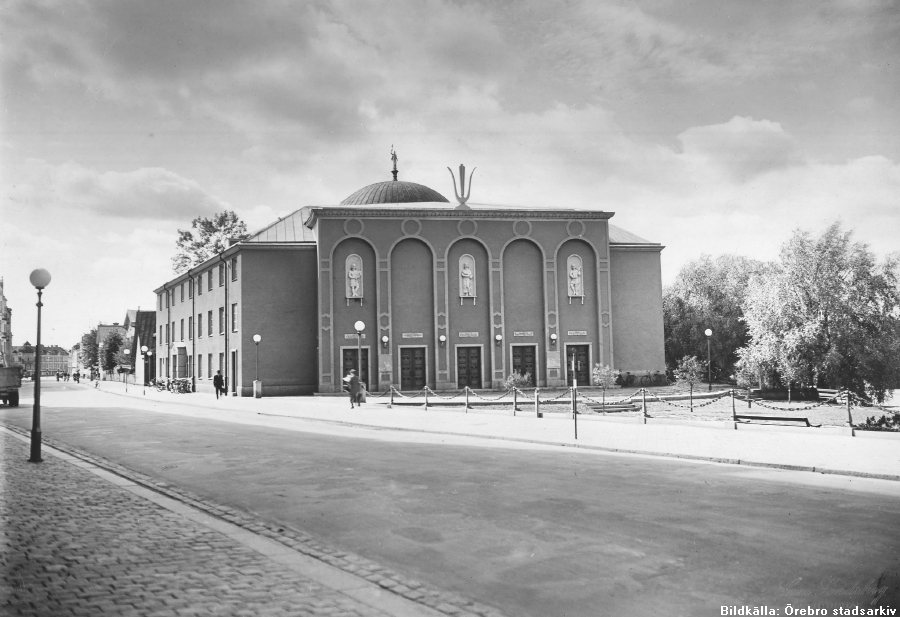
Konserthuset i Örebro med ursprunglig fasad, 1940-tal.

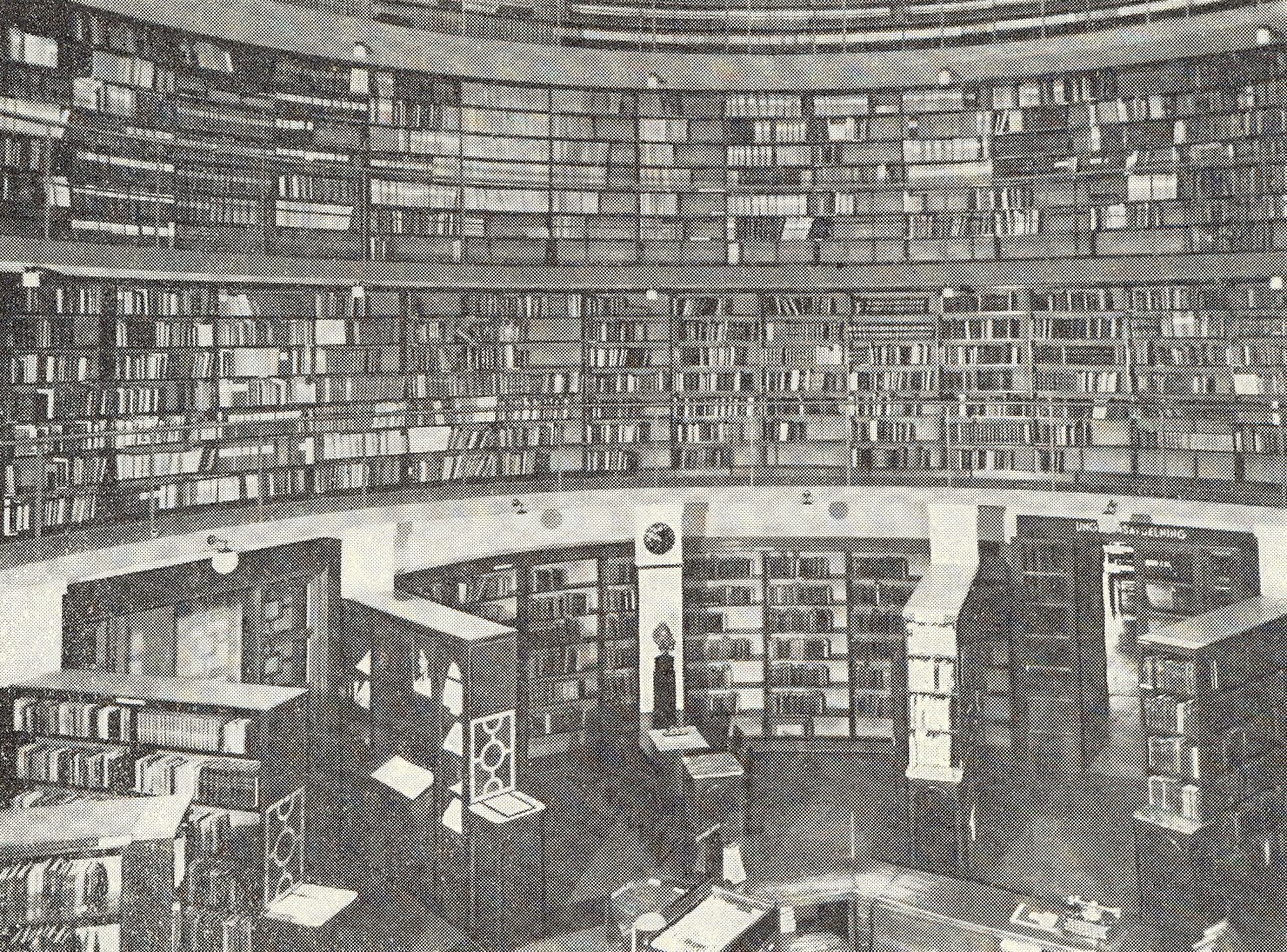
Rotundan i Örebro stadsbibliotek på 1940-talet

Örebro konserthus byggdes mellan åren 1930 och 1932 som hemvist både för stadsbibliotek och konsertverksamhet. Det invigdes den 2 april 1932 av prins Eugen. Det är beläget vid Fabriksgatan invid Svartån i centrala Örebro. Fram till 1981, då biblioteket flyttade till en ny byggnad vid Näbbtorgsgatan, var huset hemvist både för konsertverksamhet och stadsbibliotek. Under åren 2014 och 2015 genomfördes en större ombyggnation av huset.

## Byggnaden
Huset är ritat av stadsarkitekten Georg Arn i nordisk klassicistisk stil. Arn lär ha varit inspirerad av Salle Pleyel (fr:Salle Pleyel) i Paris, ritad av Gustave Lyon (fr:Gustave Lyon), och han har heller inte kunnat undgå att vara inspirerad av Stockholms stadsbibliotek, ritat av Gunnar Asplund några år tidigare. Särskilt gäller detta den stora bibliotekshallen, uppbyggd som en rotunda. Arn var tidigt inne på att skapa en Pantheon-liknande byggnad, men den byggnad som han skapade får sägas vara mer påtagligt influerad av antika mönster än Asplunds, som har mer dragning åt det moderna. Husets kupol domineras av en fackelbärande minerva. Den ursprungliga fasaden på Arns byggnad var utsmyckad med en rad pilastrar, upptill avslutande i valv. Mellan pilastrarna fanns stuckreliefer föreställande tre gestalter med musikinstrument (lyra, horn respektive luta) utförda av Rolf Kjellberg.
Åren 1985-86 genomfördes en renovering, och idag är det enbart konsertverksamheten som finns här. White arkitekter i Örebro stod för ritningarna vid ombyggnationen. Tyvärr gick den ursprungliga fasaden med pilastrar och stuckreliefer förlorad vid ombyggnationen. 
Utanför huset finns en venetiansk-inspirerad trappa som leder ner till Svartåns vatten. Framför konserthuset står statyn Systrarna (1937) av Stig Blomberg.

## Lokalerna
Konsertsalen som rymmer 723 personer (ursprungligen 808) är dekorerad med fresker av Gunnar Torhamn med motiv som för tanken till klassiskt-antika skönhetsideal. På den västra väggen finns motiv med sydländsk natur och musiker trakterande flöjt och luta. På den östra väggen finns motiv av mer nordisk natur, till exempel näcken med fiol. På läktarens framkant finns mindre målningar med moderna jazzinstrument som saxofon, gitarr och trombon.
Intill konsertsalen ligger Wirénsalen (den gamla bibliotekshallen), som utnyttjas som foajé, servering och mindre konsertsal. Wirénsalens namn syftar på kompositören Dag Wirén, som tillbringade sina gymnasieår i Örebro.
I konserthusets entréhall finns en fontänskål, utförd av Arn, och smyckad med en dryad, utförd av Eric Grate. I publikfoajéerna finns stuckreliefer utförda av Kjellberg, och målningar av örebrokonstnärerna Sven Sahlsten och Harald Erikson. Vidare finns keramikskulpturen Havsbrus av Ulla Viotti och tuschlaveringen Cellisten av Stig Olson. Dörrarna in till konsertsalen har intarsiamönster utförda av Oskar I. Erikson. I Wirénsalen finns statyn Näcken (1987) utförd av Richard Brixel och skulpturen En hyllning till Dag Wirén av Hertha Hillfon.

## Verksamheten
Konserthuset var till att börja med hemvist för Örebro orkesterförening som bildades 1909. 1962 bildades Örebro kammarorkester, som tillsammans med blåsare från militärmusiken utgjorde kärnan i den symfoniska konsertverksamheten, som för övrigt bestod av amatörmusiker från orkesterföreningen. Idag är konserthuset hemvist för Länsmusiken i Örebro och Svenska Kammarorkestern som har 38 heltidsanställda musiker (2009). I huset förekommer även inhyrda evenemang och andra typer av tillfälliga arrangemang.

## Om- och tillbyggnad 2014-15
Konserthuset har under åren 2014-15 renoverats och byggts ut för 160 miljoner kronor av Örebroporten Fastigheter AB, enligt beslut av Örebro kommunfullmäktige. En av anledningarna till ombyggnaden var att förbättra akustiken i konsertsalen. Renoveringen omfattar höjning av takhöjden med sex meter, en ny våning, ny restaurang, ny ventilation, och ny teknik som gör det möjligt att streama föreställningar. Femtio nya publikplatser har tillkommit, och salongen tar därmed 739 personer. White arkitekter stod för ritningarna och NCC för byggnationen. Larry Kierkegaard anlitades som akustikkonsult. Konserthuset återinvigdes efter ombyggnaden den 3 december 2015.

## Bilder

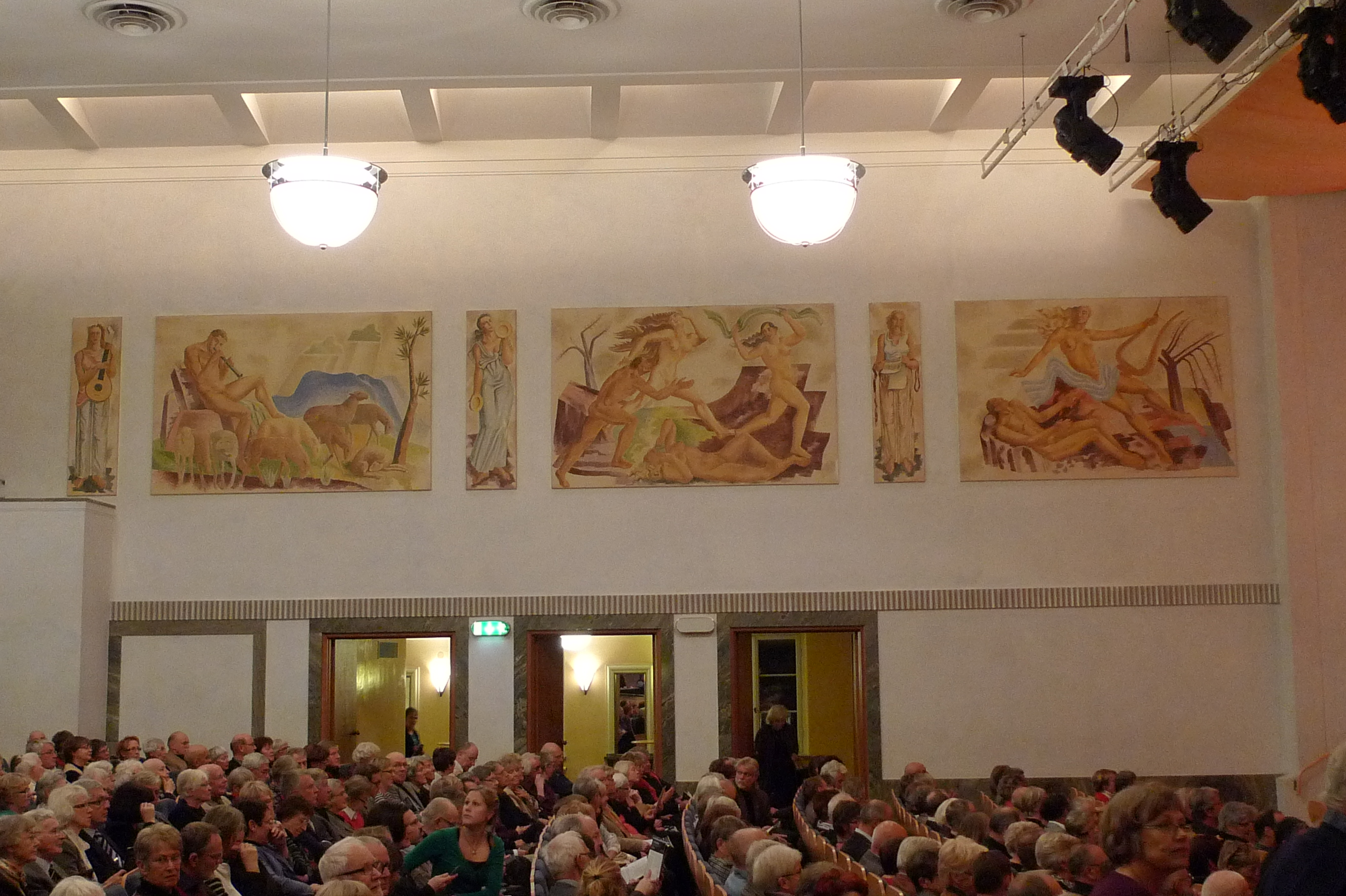
Fresker av Gunnar Torhamn i konsertsalen, västra väggen
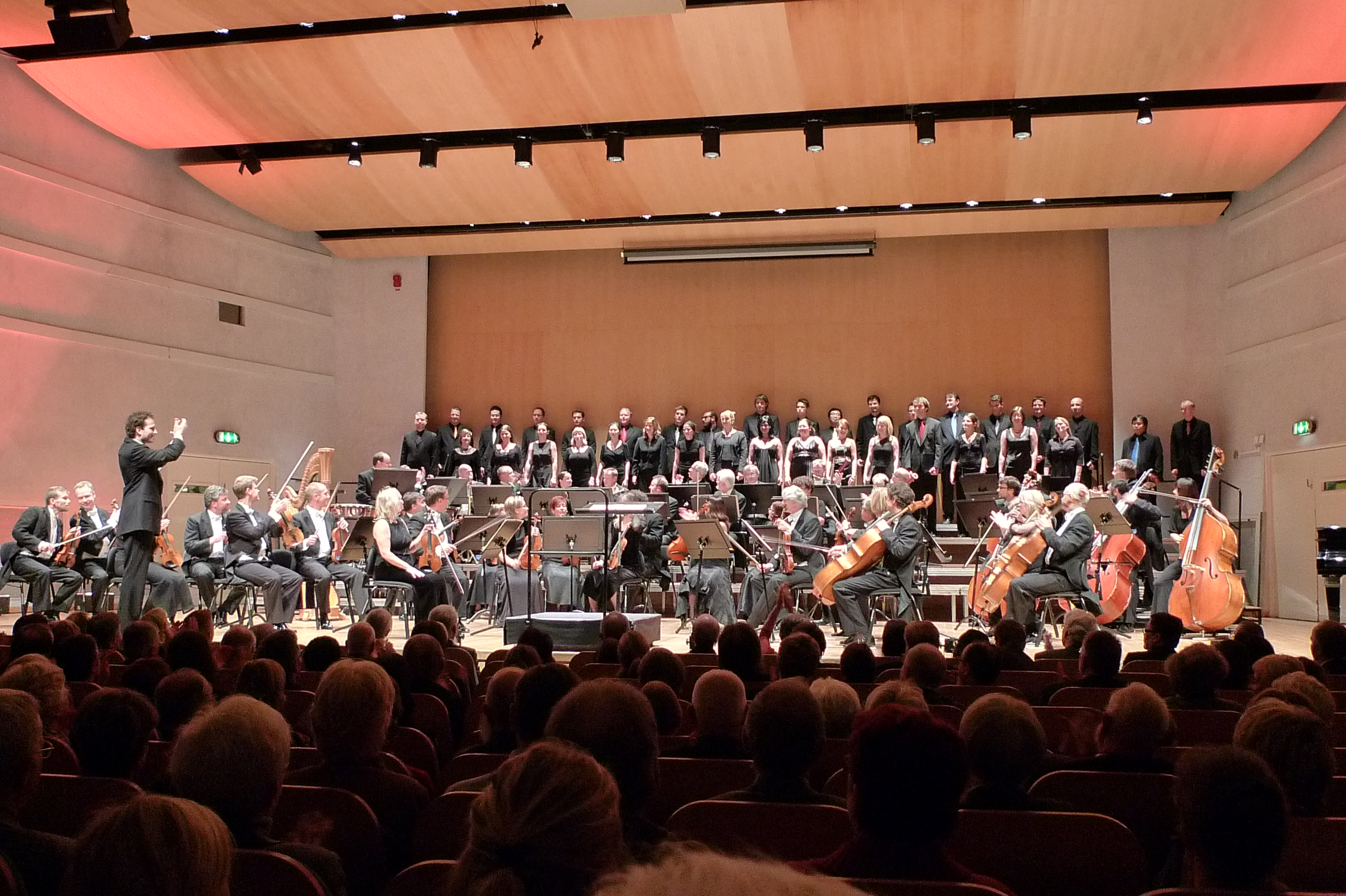
Konsertkväll i oktober 2009
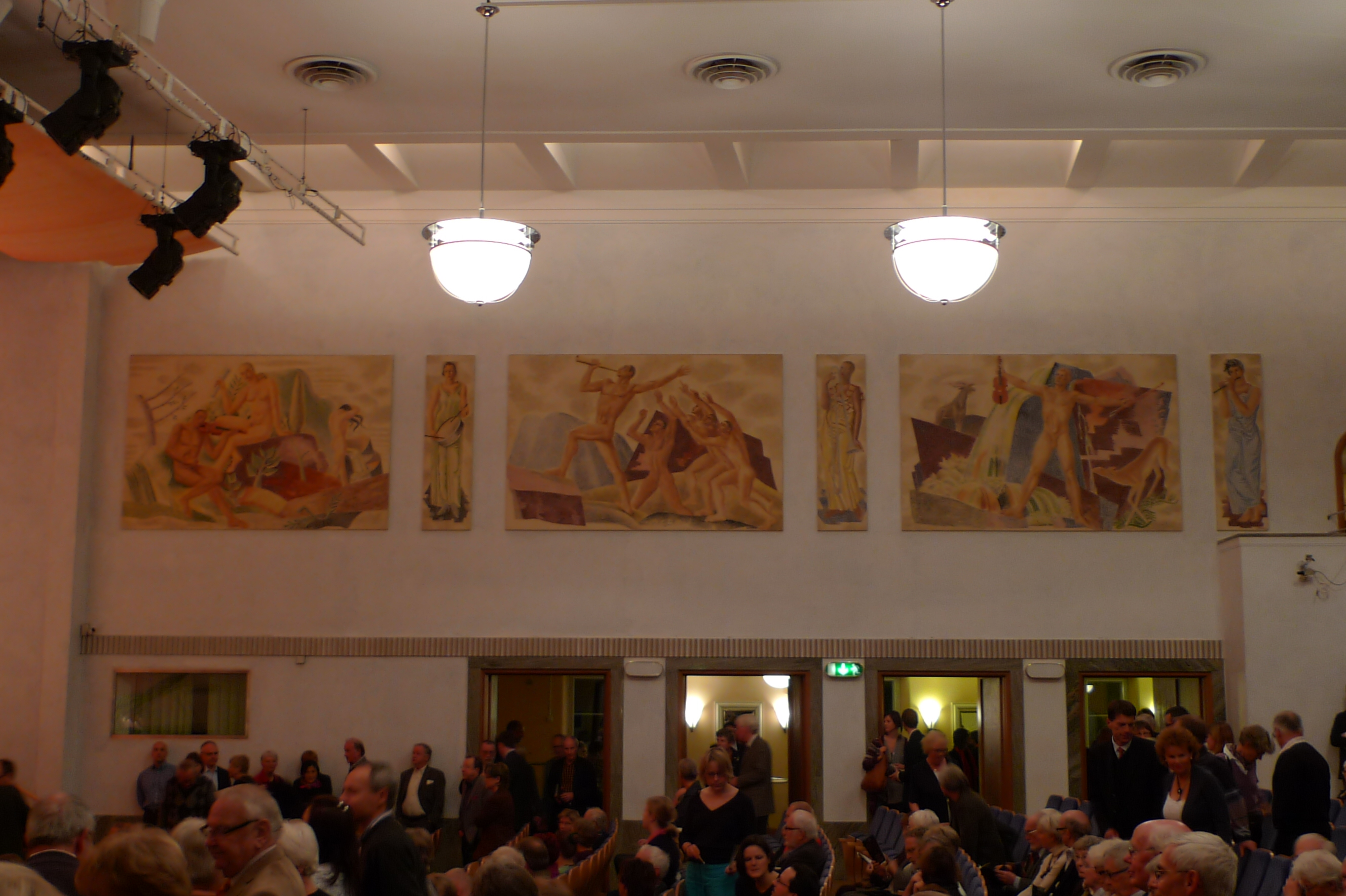
Fresker av Gunnar Torhamn i konsertsalen, östra väggen
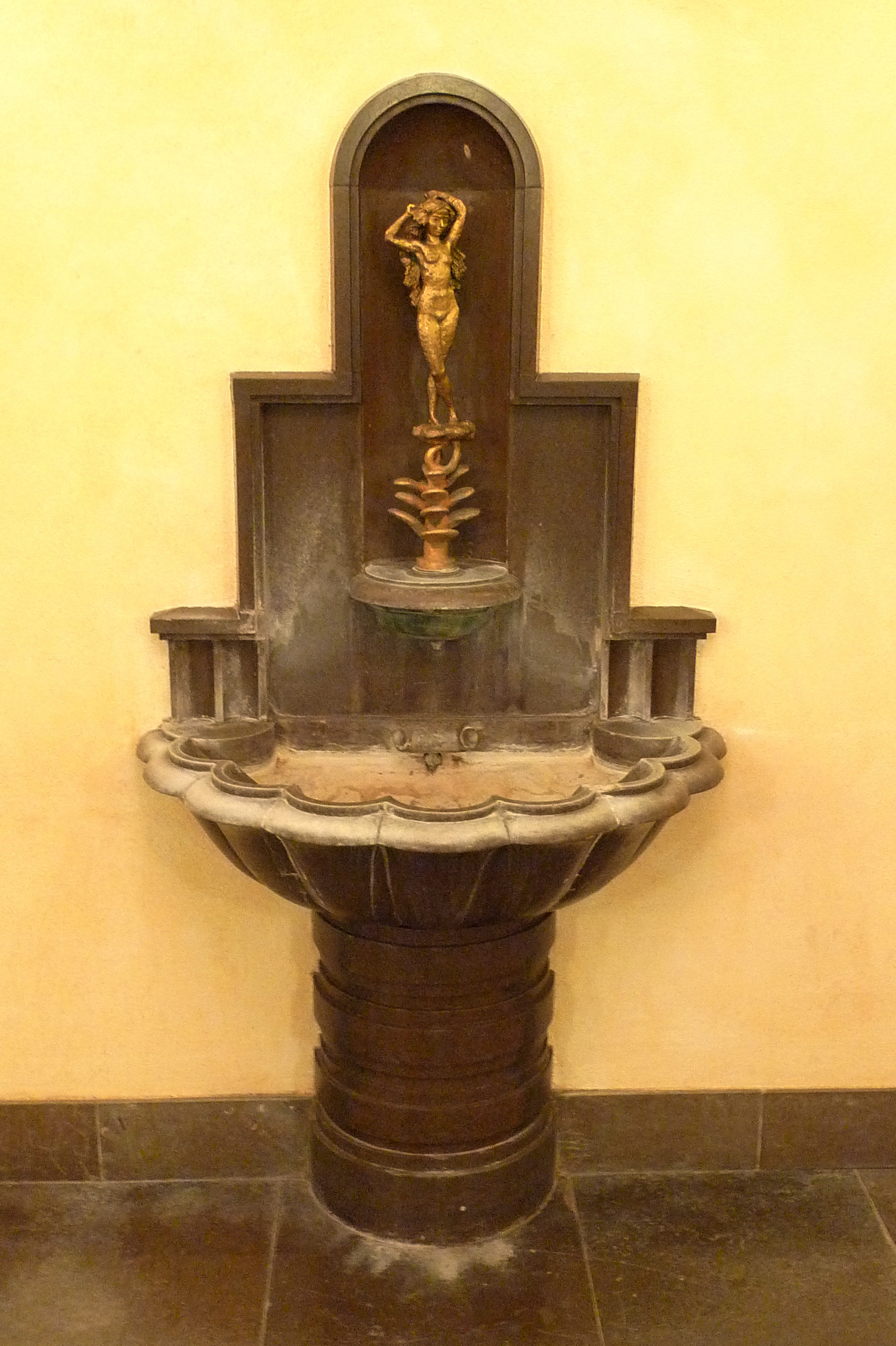
Dricksfontän av Eric Grate och Georg Arn
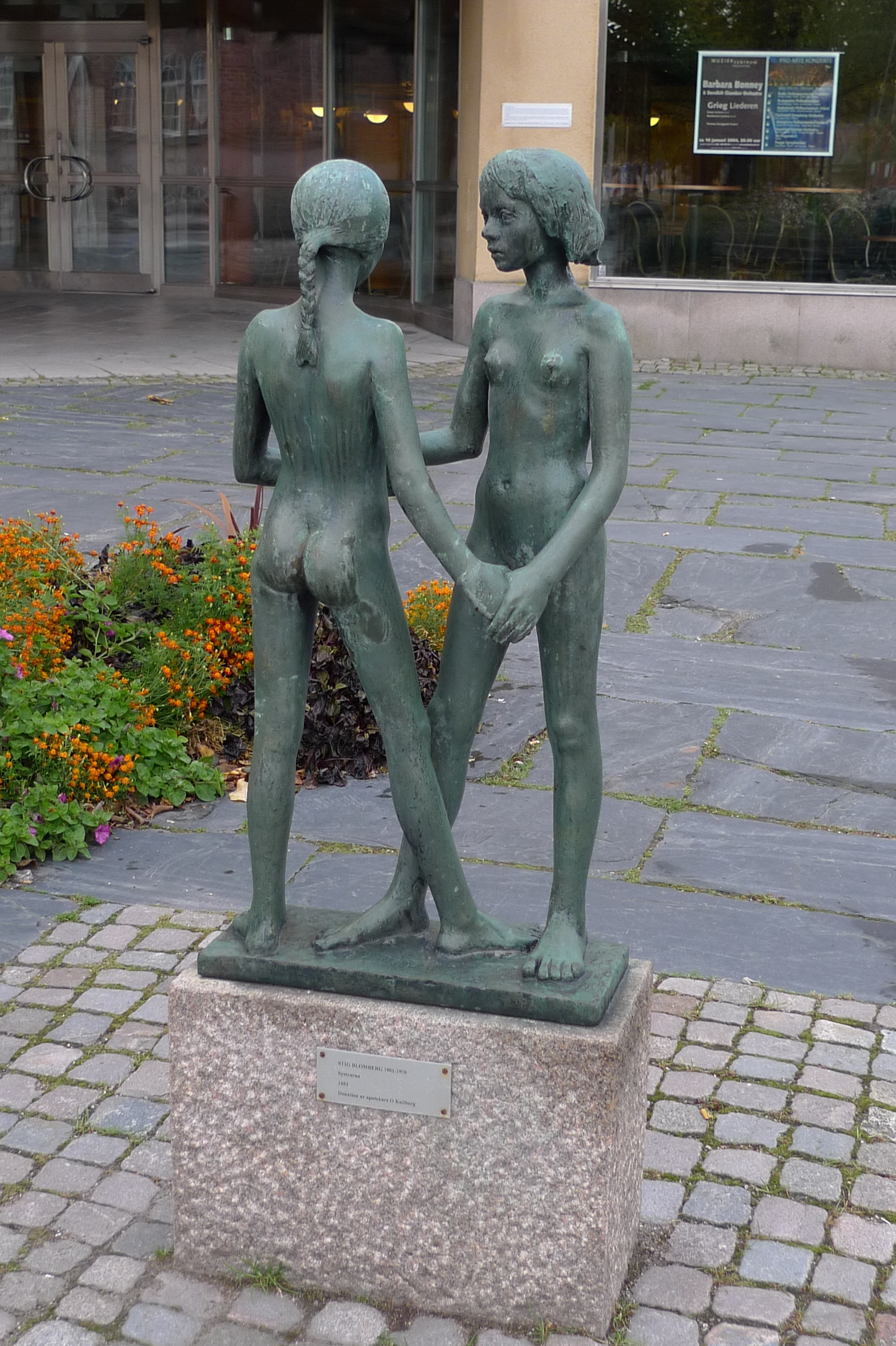
Statyn Systrarna av Stig Blomberg
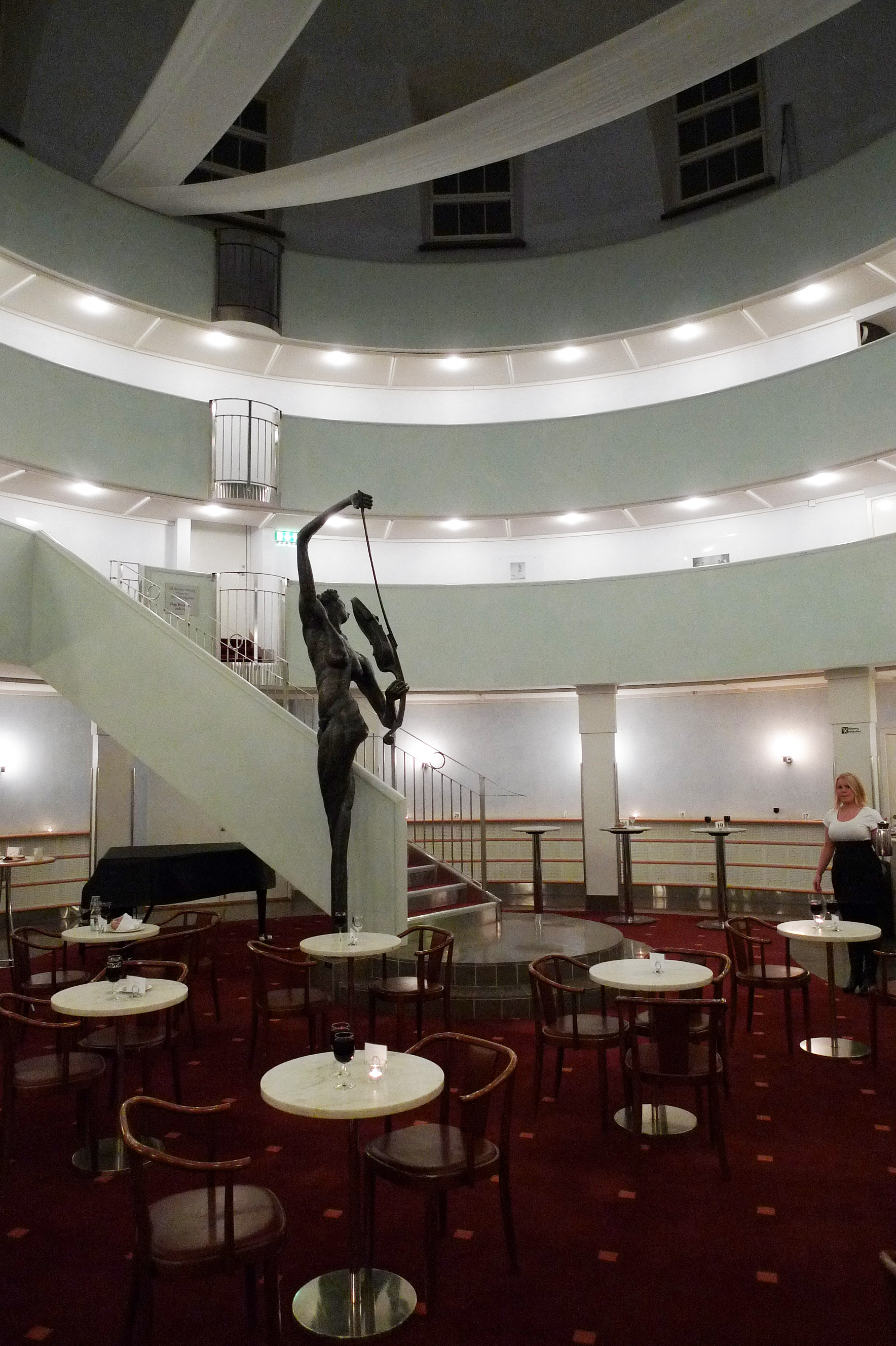
Wirénsalen
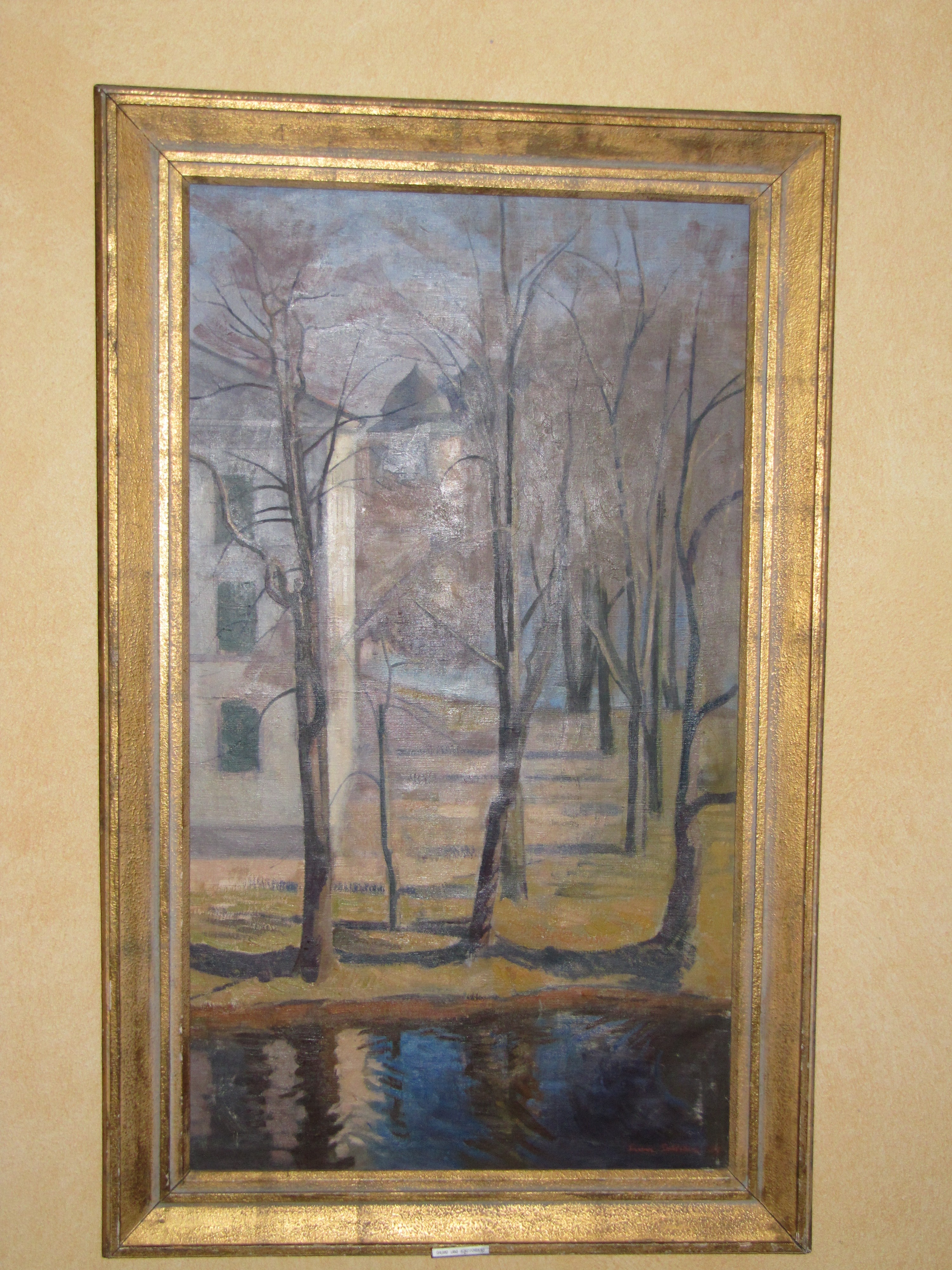
Örebromotiv av Sven Sahlsten
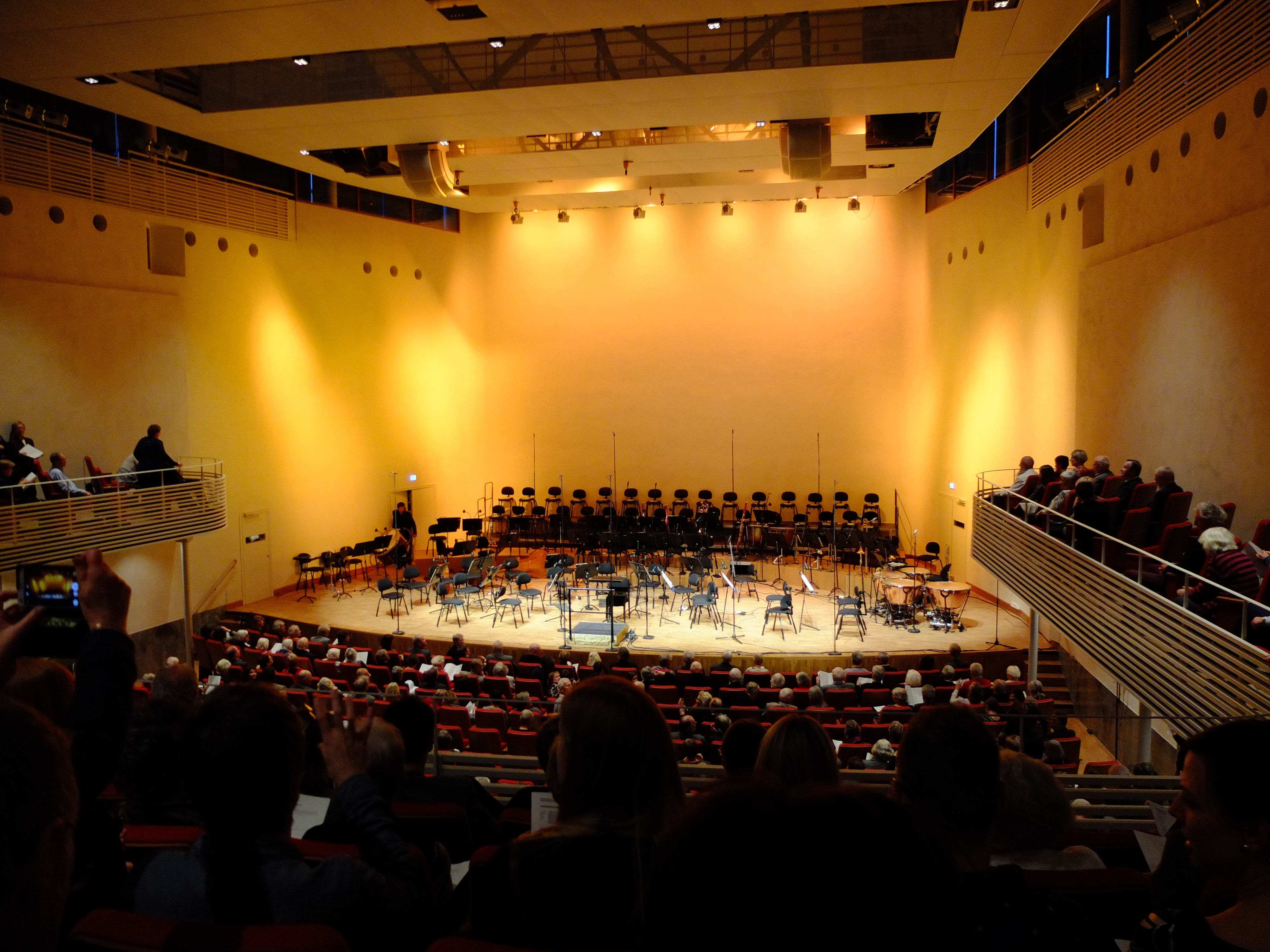
Konsertsalen efter ombyggnaden 2015, nu utan fresker av Gunnar Torhamn.
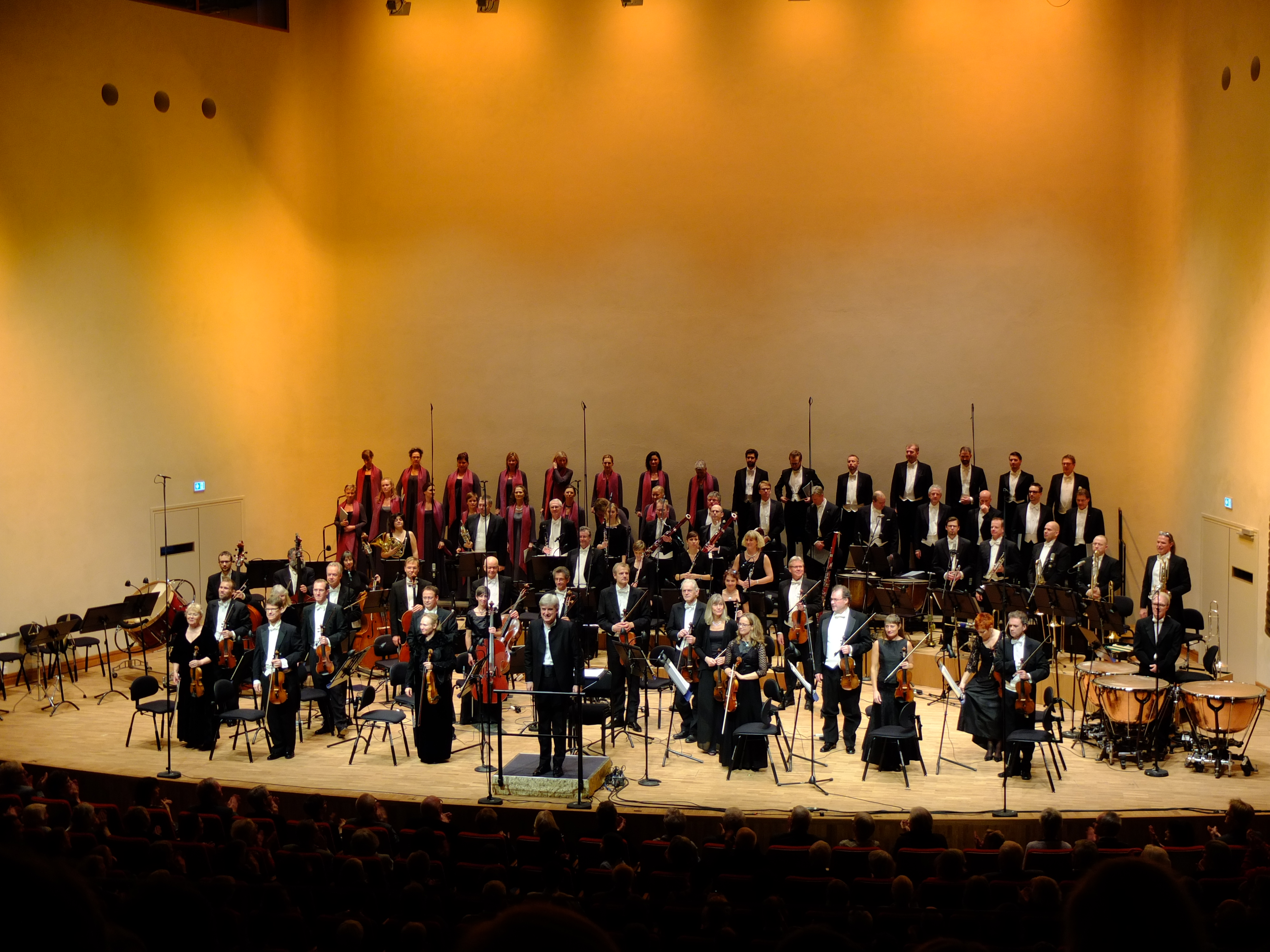
Första abonnemangskonserten efter ombyggnaden den 5 december 2015. Thomas Dausgaard, Svenska Kammarorkestern och Radiokören.